# Anderson-Kammratte
Die Anderson-Kammratte (Ctenomys andersoni) ist eine Art der Kammratten. Die 2014 wissenschaftlich erstbeschriebene Art ist nur vom Cerro Itahuaticua in Bolivien bekannt.

## Merkmale
Die Anderson-Kammratte erreicht eine Gesamtlänge von 18,8 bis 31,0 Zentimetern und eine Schwanzlänge von durchschnittlich 3,5 bis 9,0 Zentimetern. Die durchschnittliche Ohrlänge beträgt 3 bis 10 Millimeter und die durchschnittliche Hinterfußlänge 21 bis 41 Millimeter. Es handelt sich damit um eine mittelgroße bis große Art der Gattung. Das Rückenfell ist dicht und sand- bis mittelbraun gefärbt. Vom Kopf bis auf den Rücken zieht sich ein dünner olivgrüner Streifen, die Bauchseite ist blass oliv-sandfarben mit grauer Basalbehaarung und einem eingewaschenen olivgrünen bis sandbraunen Ton im äußeren Haarbereich.
Der Schädel hat eine Länge von 30,6 bis 50 Millimetern und eine Breite im Bereich der Jochbögen von 21,3 bis 31,2 Millimetern. Er ist kräftig ausgebildet, die Jochbögen sind breit angelegt und die Paukenblasen sind abgeflacht. Die Nasenbeine sind breit und der Unterkiefer ist kräftig mit einem sichelförmigen und stark nach hinten abgewinkelten Processus coronoideus mandibulae. Der Processus condylaris mandibulae ist ebenfalls kräftig ausgebildet mit einem gut ausgebildeten Gelenkbereich. Die oberen Schneidezähne sind groß, proodont und mit einem orangefarbenen Zahnschmelz überzogen.
Der Karyotyp besteht aus einem Chromosomensatz von 2n=46 Chromosomen (FN=50).

## Verbreitung
Die Anderson-Kammratte lebt im südlich-zentralen Bolivien und ist nur von ihrem Entdeckungsort am Cerro Itahuaticua aus einer Höhe von 800 bis 1800 Metern bekannt.

## Lebensweise
Die Lebensräume der Anderson-Kammratte sind geprägt von einer Vegetation aus Dorngestrüpp mit verschiedenen Hülsenfrüchtlern und verschiedenen Kakteengewächsen, vor allem Opuntien. Sie leben im Bereich von Kalksteinfelsen an Berghängen der Trockentäler der Anden.
Die Anderson-Kammratte lebt wie alle anderen Kammratten am Boden und im Boden grabend. Über ihre Lebensweise liegen darüber hinaus keine Informationen vor.

## Systematik
Die Anderson-Kammratte wird als eigenständige Art innerhalb der Gattung der Kammratten (Ctenomys) eingeordnet, die aus etwa 70 Arten besteht. Die wissenschaftliche Erstbeschreibung der Art stammt von Scott Lyell Gardner, Jorge Salazar-Bravo und Joseph A. Cook aus dem Jahr 2014, die sie anhand von Individuen vom Cerro Itahuaticua beschrieben. Sie beschrieben die Art auf der Basis von molekularbiologischen und anatomischen Merkmalen und grenzten sie von den ebenfalls in der gleichen Publikation beschriebenen und ebenfalls in Bolivien vorkommenden Erika-Kammratte (Ctenomys erikacuellarae) und Yates-Kammratte (Ctenomys yatesi) ab, die gemeinsam ein Taxon innerhalb der Kammratten bilden. Benannt wurde die Art nach Sydney Anderson, dem ehemaligen Kurator am Department of Mammalogy des American Museum of Natural History.
Innerhalb der Art werden neben der Nominatform keine weiteren Unterarten unterschieden.

## Status, Bedrohung und Schutz
Die Anderson-Kammratte wird von der  International Union for Conservation of Nature and Natural Resources (IUCN) bislang (Stand Januar 2019) nicht gelistet.

## Belege
1. 1 2 3 4 5 6 7 8  Anderson's Tuco-tuco. In: T.R.O. Freitas: Family Ctenomyidae In: Don E. Wilson, T.E. Lacher, Jr., Russell A. Mittermeier (Herausgeber): Handbook of the Mammals of the World: Lagomorphs and Rodents 1. (HMW, Band 6) Lynx Edicions, Barcelona 2016, S. 513. ISBN 978-84-941892-3-4.
2. 1 2 3 4 5  Scott Lyell Gardner, Jorge Salazar-Bravo, Joseph A. Cook: New Species of Ctenomys Blainville 1826 (Rodentia: Ctenomyidae) from the Lowlands and Central Valleys of Bolivia. Faculty Publications on the Harold W. Manter Laboratory of Parasitology, Special Publications, Museum of Texas Tech University 62, 2014; S. 1–34; Volltext.